# Edward Norman Dancer
Edward Norman Dancer FAA (Bundaberg, 2 de dezembro de 1946) é um matemático australiano, especialista em análise não-linear.
Obteve o bacharelado em ciências em 1969 na Universidade Nacional da Austrália e um doutorado em 1972 na Universidade de Cambridge, orientado por Frank Smithies, com a tese Bifurcation in Banach Spaces. No pós-doutorado esteve em 1971 a 1972 na Universidade de Newcastle, e de 1972 a 1973 no Institute of Advanced Studies da Universidade Nacional da Austrália. Na Universidade da Nova Inglaterra foi de 1973 a 1975 lecturer, de 1976 a 1981 senior lecturer, de 1981 a 1987 professor associado e de 1987 e 1993 full professor. É desde 1993 full professor da Universidade de Sydney.
Dancer é também em tempo parcial professor da Universidade de Swansea.

## Honrarias e condecorações
Em 1996 foi eleito fellow da Australian Academy of Science (FAA). Foi palestrante convidado do Congresso Internacional de Matemáticos em Hyderabad (2010).

## Publicações selecionadas
- Dancer, E. N. (1973). «Global solution branches for positive mappings». Archive for Rational Mechanics and Analysis. 52 (2): 181–192. doi:10.1007/BF00282326
- com Ralph Phillips: Dancer, E. N.; Phillips, Ralph (1974). «On the structure of solutions of non-linear eigenvalue problems». Indiana University Mathematics Journal. 23 (11): 1069–1076. JSTOR 24890776. doi:10.1512/iumj.1974.23.23087
- Dancer, E. N. (1977). «On the Dirichlet problem for weakly non-linear elliptic partial differential equations». Proceedings of the Royal Society of Edinburgh, Section A. 76 (4): 283–300. doi:10.1017/S0308210500019648
- Dancer, E.N. (1983). «On the indices of fixed points of mappings in cones and applications». Journal of Mathematical Analysis and Applications. 91 (1): 131–151. doi:10.1016/0022-247X(83)90098-7
- Dancer, E.N (1985). «On positive solutions of some pairs of differential equations, II» (PDF). Journal of Differential Equations. 60 (2): 236–258. doi:10.1016/0022-0396(85)90115-9
- Dancer, E.N (1990). «The effect of domain shape on the number of positive solutions of certain nonlinear equations, II» (PDF). Journal of Differential Equations. 87 (2): 316–339. doi:10.1016/0022-0396(90)90005-A
- Dancer, E. N. (1991). «On the existence and uniqueness of positive solutions for competing species models with diffusion». Trans. Amer. Math. Soc. 326 (2): 829–859. doi:10.1090/S0002-9947-1991-1028757-9
- com Peter Hess: «Stability of fixed points for order-preserving discrete-time dynamical systems». J. Reine Angew. Math. 1991 (419): 125–139. 1991. doi:10.1515/crll.1991.419.125
- Dancer, E.N. (1992). «Some notes on the method of moving planes». Bulletin of the Australian Mathematical Society. 46 (3): 425–434. doi:10.1017/S0004972700012089
- Dancer, E. N. (1998). «Some remarks on a boundedness assumption for monotone dynamical systems» (PDF). Proc. Amer. Math. Soc. 126 (3): 801–807. doi:10.1090/S0002-9939-98-04276-2
- com Shusen Yan: «Multipeak solutions for a singularly perturbed Neumann problem». Pacific Journal of Mathematics. 182 (2): 241–262. 1999
- com Yihong Du: Dancer, E. N.; Du, Yihong (2003). «Some remarks on Liouville type results for quasilinear ellptic equations» (PDF). Proc. Amer. Math. Soc. 131 (6): 1891–1899. doi:10.1090/S0002-9939-02-06733-3
- com Juncheng Wei and Tobias Weth: Dancer, E.N.; Wei, Juncheng; Weth, Tobias (2010). «A priori bounds versus multiple existence of positive solutions for a nonlinear Schrödinger system». Annales de l'Institut Henri Poincaré C. 27 (3): 953–969. doi:10.1016/j.anihpc.2010.01.009
- com Kelei Wang and Zhitao Zhang: Dancer, E. N.; Wang, Kelei; Zhang, Zhitao (2012). «Dynamics of strongly competing systems with many species». Trans. Amer. Math. Soc. 364 (2): 961–1005. doi:10.1090/S0002-9947-2011-05488-7